# Crinum palustre
Crinum palustre là một loài thực vật có hoa trong họ Amaryllidaceae. Loài này được Urb. mô tả khoa học đầu tiên năm 1917.